# Орта оюну

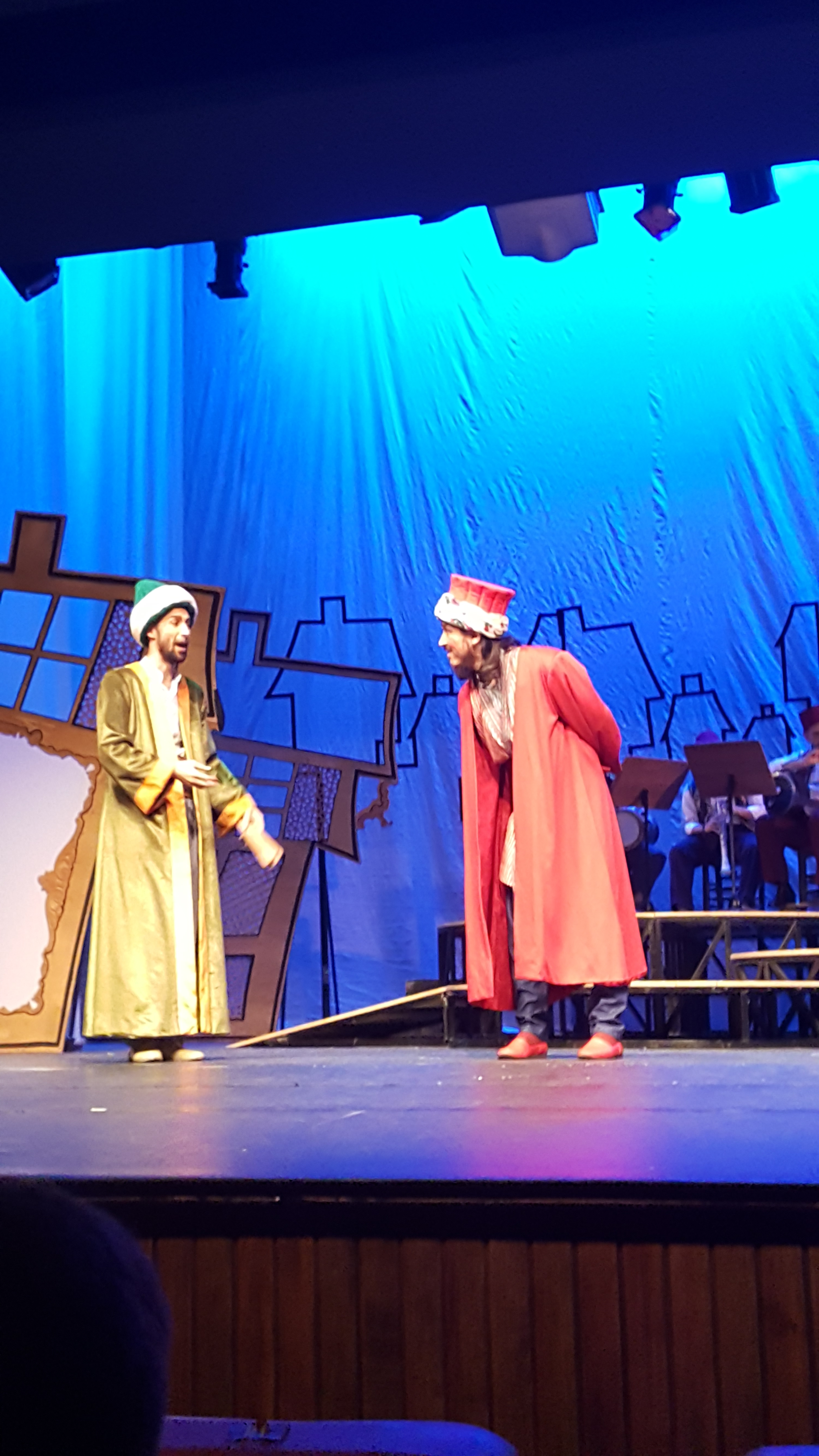
Пишекар и Кавуклу

Орта́ оюну́ (тур. Orta oyunu; также известен как «мейдан оюну» и «зухури колу») — старый турецкий народный театр, представления которого ставились не на театральной сцене, а среди зрителей. Место, где проходила театральная постановка, называется паланка. Главные герои — Кавуклу и Пишекар. Главная героиня — Зенне, роль которой традиционно исполнял мужчина. Орта оюну впервые письменно упоминается в 1833 году, его популярность достигла пика в конце XIX века. Орта оюну стал известен в Европе благодаря описаниям венгерского писателя Игнача Куноса.

## Описание
Турецкий термин «Orta oyunu» означает «развлечение, устроенное в середине», указывая таким образом на вид представления посреди публики, а также на его народный характер: традиционными темами Орта оюну были типичные жизненные ситуации, подражание и карикатура на определённые типы людей. Представления проходили на площадях под открытым небом, во время них актёры выходили из-за ширм. Представления часто характеризовались остроумием и игрой слов, но нередко крайне грубым юмором.
Пьесы первоначально передавались на большие расстояния в устной форме. В более поздних работах частично можно найти аналогии с пьесами театра Карагёз.
46 пьес были задокументированы в письменных источниках, некоторые из них имеют идентичные названия с пьесами из театра теней Карагёз. Задокументированы около 25 исполнителей роли Кавуклу.

## Персонажи

### Кавуклу
Кавуклу (в переводе с турецкого — человек в кавуке) — главный герой Орта оюну.

#### Костюм
Костюм Кавуклу состоит из кафтана и шароваров. На голове он носит кавук, турецкий головной убор, который в разных вариантах носили офицеры янычаров, визири, муллы, профессиональные писатели (катипы). Вся одежда Кавуклу красного цвета.

#### Персонаж
Кавуклу часто выступает как торговец, ремесленник или слуга по дому. Характер Кавуклу характеризуется тем, что он часто неправильно понимает сказанное, выполняет неуклюжие команды, искажая и преувеличивая их. Для него характерны чрезмерное хвастовство, проницательность, хитрость, сообразительность и подражание диалектам — особенно диалектам нетурецких меньшинств Османской империи.

#### Роль
Роль Кавуклу не подготовлена заранее и возникает стихийно во время спектакля, который проходит в центре аудитории. Поэтому роль Кавуклу считалась сложной. Мастерами Орта оюну являлись исполнители этой роли Кавуклу Хамди (1841—1911), Абдюрреззак Абди Эфенди (1835—1914), Кел Хасан (1874—1929), Нашит Бей (1889—1938, отец актрисы Адиле Нашит).

## Значение
До сегодняшнего дня сохранились отдельные элементы Орта оюну, особенно в импровизированном театре; в последнее время, однако, представление среди зрителей всё чаще рассматривается как современный стилистический прием режиссуры в других областях современного театра.
Оригинальный Орта оюну сейчас считается утраченным, попытки его возродить до сих пор были безуспешными. Сегодня Орта оюну обычно упоминается только как туристическая достопримечательность, иногда его можно увидеть в развлекательных шоу по телевизору или во время религиозных праздников, таких как Рамадан. В период реформ в Турции в начале XX века и при переходе в республику Орта оюну получил серьёзную конкуренцию со стороны театра в его европейской традиции. Затем, когда многие модернисты даже выступали за полный запрет Орта оюну, эта традиция постепенно исчезла.

## См. тоже
- Меддах
- Карагёз